# Mfantsiman District
Der Mfantseman District ist einer von 13 Distrikten der Central Region von Ghana. Er erstreckt sich etwa 21 Kilometer an der Küste des Golfs von Guinea entlang und reicht im Durchschnitt 13 Kilometer tief in das Inland hinein.

## Bevölkerung
Der Mfantseman Distrikt wird überwiegend von Fante bewohnt.

## Geschichte
Der größte Ort des Distriktes, Mankessim, spielt eine zentrale Rolle in der Geschichte der Fanti, die das Mehrheitsvolk der gesamten Central Region stellen. Hier haben sich nach der Legende die aus Techiman im Landesinneren kommenden Fanti vor 750 Jahren zuerst niedergelassen. Mankessim war zudem der Hauptort der Fanti-Konföderation des 19. Jahrhunderts.
Der Distrikt war sehr früh dem Einfluss der Europäer – ab dem 15. Jahrhundert Portugiesen, später Niederländer und Briten – ausgesetzt. In Anomabu ist heute das britische Fort William eine Touristenattraktion, in Kormantse das Fort Amsterdam.

## Wirtschaft und Infrastruktur
75 % der Bevölkerung leben von der Landwirtschaft, produziert werden Kakao, Palmöl, Ananas, Orangen, Kochbananen, Bohnen und Yams. In Egyaa wird Zuckerrohr zu "Local Gin" verarbeitet, in Akobima findet Weiterverarbeitung von Palmöl statt.
Die Küstenorte Biriwa, Anomabo, Otuam, Abandze und Kormantse leben überwiegend vom Fischfang. Der Handel ist ebenso ein bedeutender Faktor, insbesondere Mankessim hat hier überregionale Bedeutung.
Der Distrikt ist reich an Bodenschätzen, insbesondere an Kaolin (das in Saltpond zu Keramik verarbeitet wird), aber auch an Zinn, Granit, Beryllium, Gold und anderem. Vor der Küste des Distriktes wird seit den 1970er Jahren Erdöl gefördert.
Die Strände von Biriwa und Saltpond und die oben erwähnten Sklavenburgen von Anomabu und Abandze locken etliche Touristen an, so dass der Tourismus zu einem lokalen Wirtschaftsfaktor geworden ist.

## Klima und Umwelt
Der Distrikt Mfantsiman hat ein relativ mildes Klima mit Durchschnittstemperaturen zwischen 24 und 28 °C. Von dem ursprünglichen dichten Waldbestand sind nur noch vereinzelte kleine Inseln übrig, insbesondere um heilige Haine herum.

## Bedeutende Ortschaften

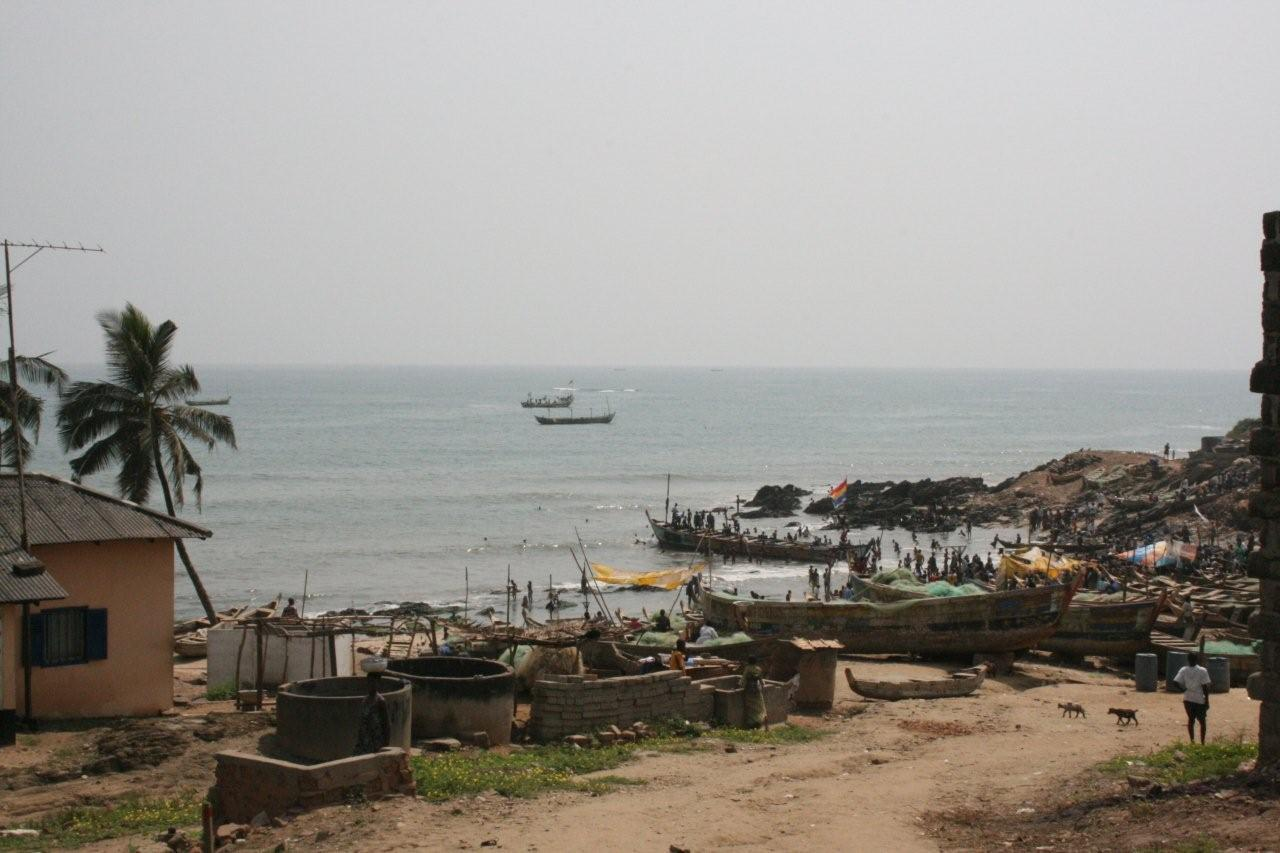
Der Hafen des Ortes Biriwa

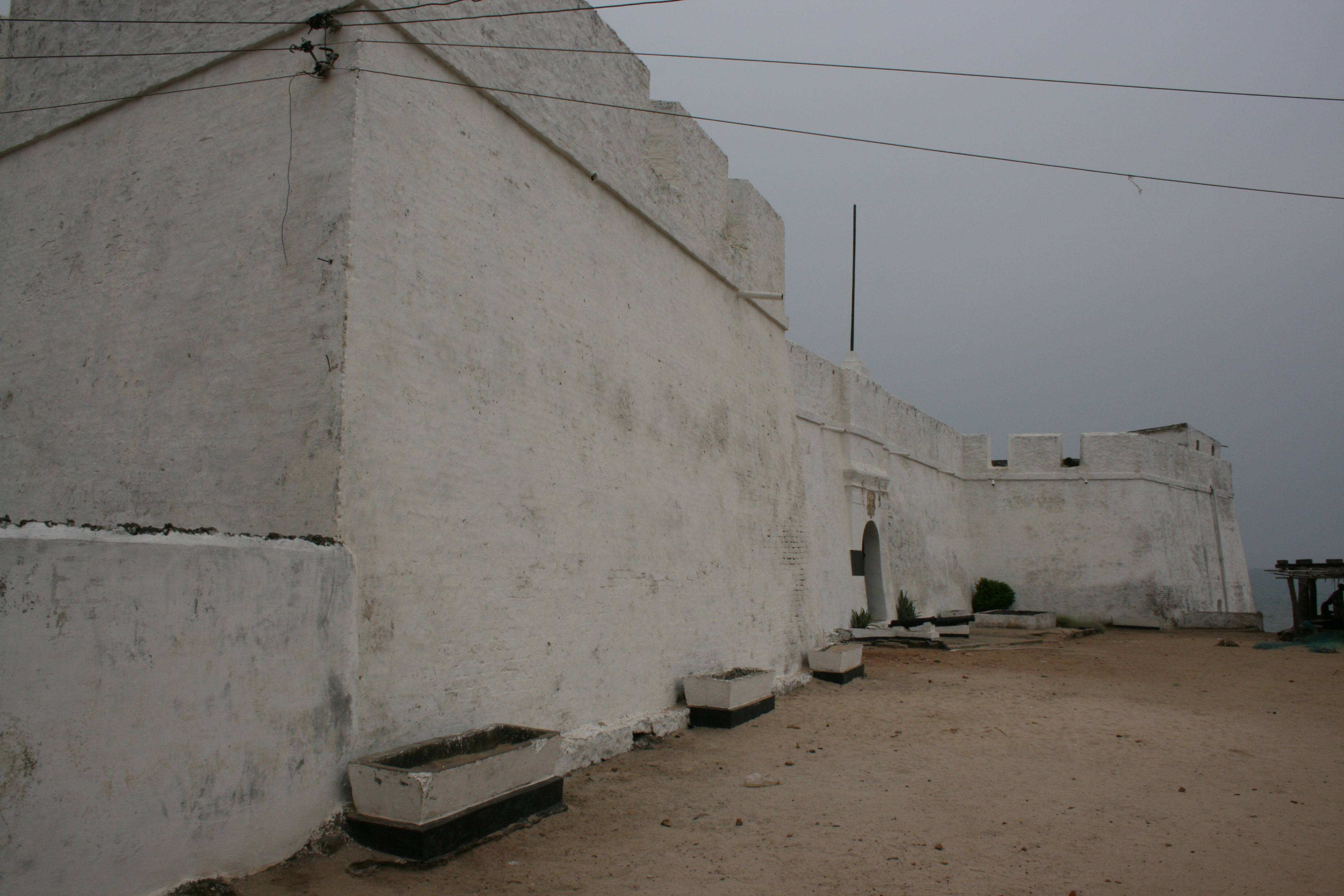
Fort William in Anomabo

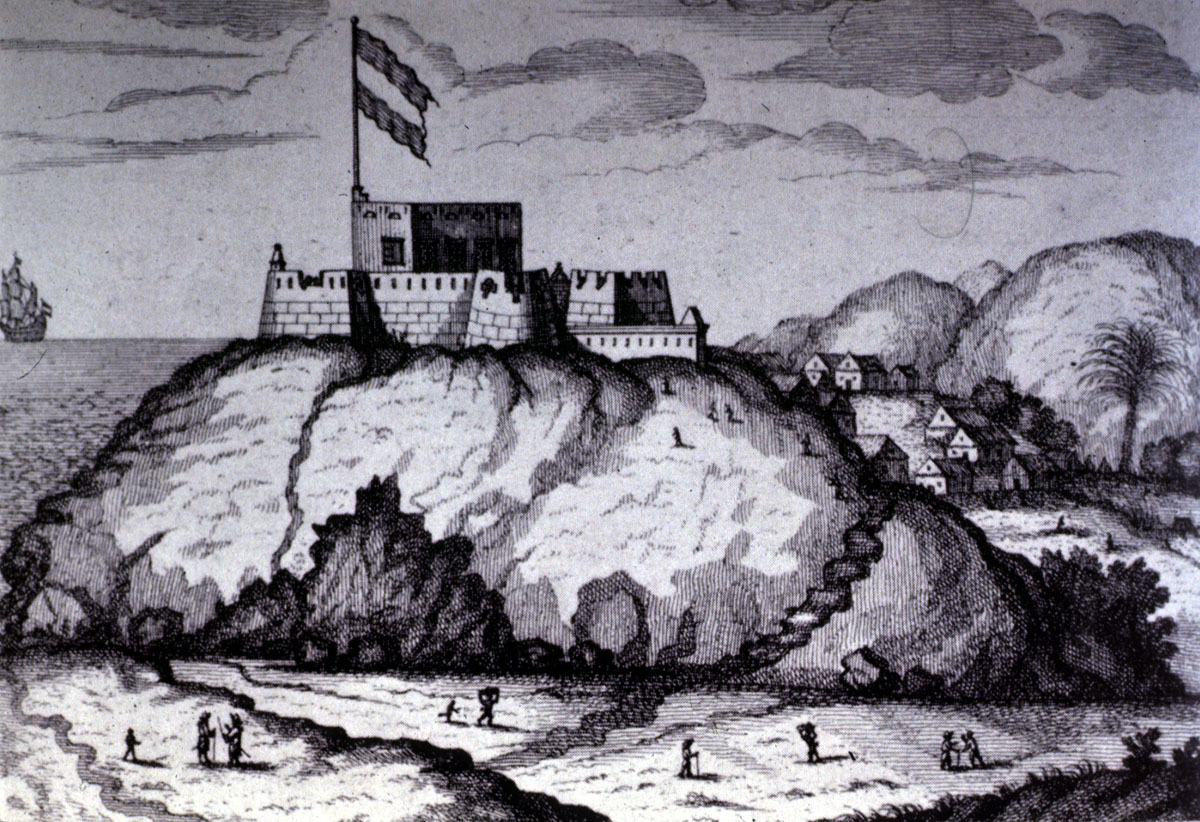
Historische Darstellung des Fort Amsterdam

| Ort | Ort            | Bevölkerungszahl (2000) |
| --- | -------------- | ----------------------- |
| 1   | Mankessim      | 25 481                  |
| 2   | Saltpond       | 16 212                  |
| 3   | Anomabo        | 9 437                   |
| 4   | Biriwa         | 7 737                   |
| 5   | Kormantse      | 6 296                   |
| 6   | Narkwa         | 5 859                   |
| 7   | Otuam (Tantum) | 5 093                   |
| 8   | Asaafo         | 4 273                   |
| 9   | Abandze        | 3 354                   |
| 10  | Baifikrom      | 2 805                   |
| 11  | Kyeakor        | 2 231                   |
| 12  | Dominase       | 2 193                   |
| 13  | Yamoransa      | 2 080                   |
| 14  | Immuna         | 1 784                   |
| 15  | Ekumpoano      | 1 779                   |
| 16  | Essarkyir      | 1 682                   |
| 17  | Abor           | 1 556                   |
| 18  | Eyisam         | 1 452                   |
| 19  | Essuenhyia     | 1 429                   |
| 20  | Ekrawfo        | 1 367                   |